# Фират Таниш
Фират Таниш (тур. Fırat Tanış) — турецький актор. З 1995 року грав ролі більш ніж у 30 фільмах. За походженням належить до турків-месхетинців.

## Фільмографія
| Рік       | Назва                  | Роль               | Примітки |
| --------- | ---------------------- | ------------------ | -------- |
| 2002      | Діти таємниці          | Веліт              |          |
| 2007      | Білий янгол            | Муса               |          |
| 2008      | Вісім днів Дільбер     | Мехмет             |          |
| 2010      | Агов, друже            | Тік                |          |
| 2012      | Одного разу в Анатолії | Підозрюваний Кенан |          |
| 2017–2019 | Наречена зі Стамбула   | Адем Боран         |          |
| 2020      | Знову Лейла            | Махдум             |          |
| 2021–2022 | Клуб                   | Челебі             |          |
| 2021–     | Азіз                   | Делегат П'єр       |          |
| 2022      | Інша я                 | Заман              |          |
| 2023      | Мене звуть Фарах       | Мехмет Кошанер     |          |

## Зовнішні посилання
- Фират Таниш на сайті IMDb (англ.)